# WDR33
WDR33‏ (WD repeat domain 33) هوَ بروتين يُشَفر بواسطة جين WDR33 في الإنسان.